# 히가시나가사와역
히가시나가사와역(일본어: 東長沢駅)은 일본 야마가타현 모가미군 후나가타정에 위치한 동일본 여객철도 리쿠우토 선의 철도역이다. 단선 승강장 1면 1선의 구조를 갖춘 지상역이다.

## 이용 현황
| 승차 인원 추이 | 승차 인원 추이 |
| 연도           | 1일 평균       |
| -------------- | -------------- |
| 2000           | 19             |
| 2001           | 13             |
| 2002           | 9              |
| 2003           | 10             |
| 2004           | 11             |

## 역 주변
- 국도 제47호선

## 역사
- 1959년 7월 10일 : 개업.
- 1987년 4월 1일 : 일본국유철도 분할 민영화에 의해, 동일본 여객철도가 승계.

## 인접역
| ■ 리쿠우토 선        | ■ 리쿠우토 선 | ■ 리쿠우토 선      |
| -------------------- | ------------- | ------------------ |
| 세미온센 고고타 방면 | ■ 리쿠우토 선 | 나가사와 신조 방면 |